# Société de Port-Royal
De Société de Port-Royal is een erfgoedvereniging waarvan de oorsprong teruggaat tot de Doos van Perrette. De huidige organisatie, die afhankelijk is van familie-, culturele en wetenschappelijke netwerken, blijft vergelijkbaar met die van 1802, toen deze opdook na eeuwenlang ondergedoken te hebben bestaan. Haar doelstellingen zijn het bewaren van het erfgoed en de herinnering aan Jansenisme en de ruïnes van de Abdij van Port Royal in de Chevreuse-vallei, ten zuidwesten van Parijs. Sinds 1990 is Bernard Gazier voorzitter.
De geschiedenis van de Société de Port-Royal gaat terug tot het begin van de achttiende eeuw. De vereniging was toen niet formeel georganiseerd en stond bekend als de Doos van Perrette, een clandestien hulpfonds voor de jansenisten. De organisatie heeft in de loop van de geschiedenis verschillende statussen gehad en werd uiteindelijk formeel als vereniging opgericht in 1971.